# Crevaison

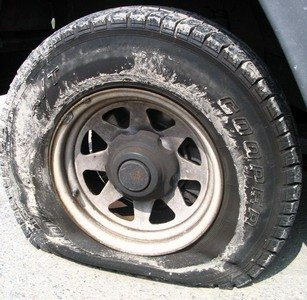
Un pneu d'automobile à plat.

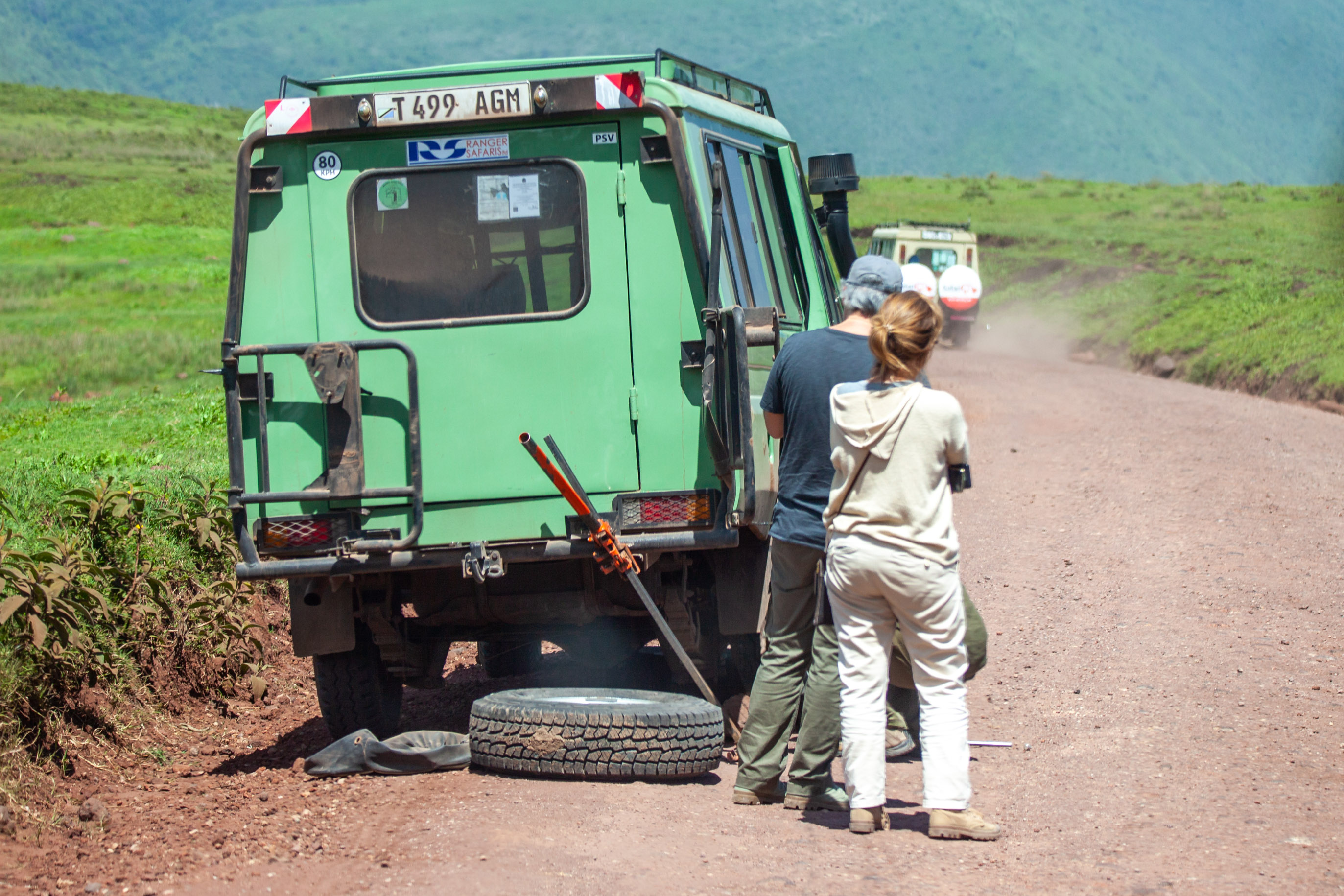
Crevaison sur une route de Tanzanie.

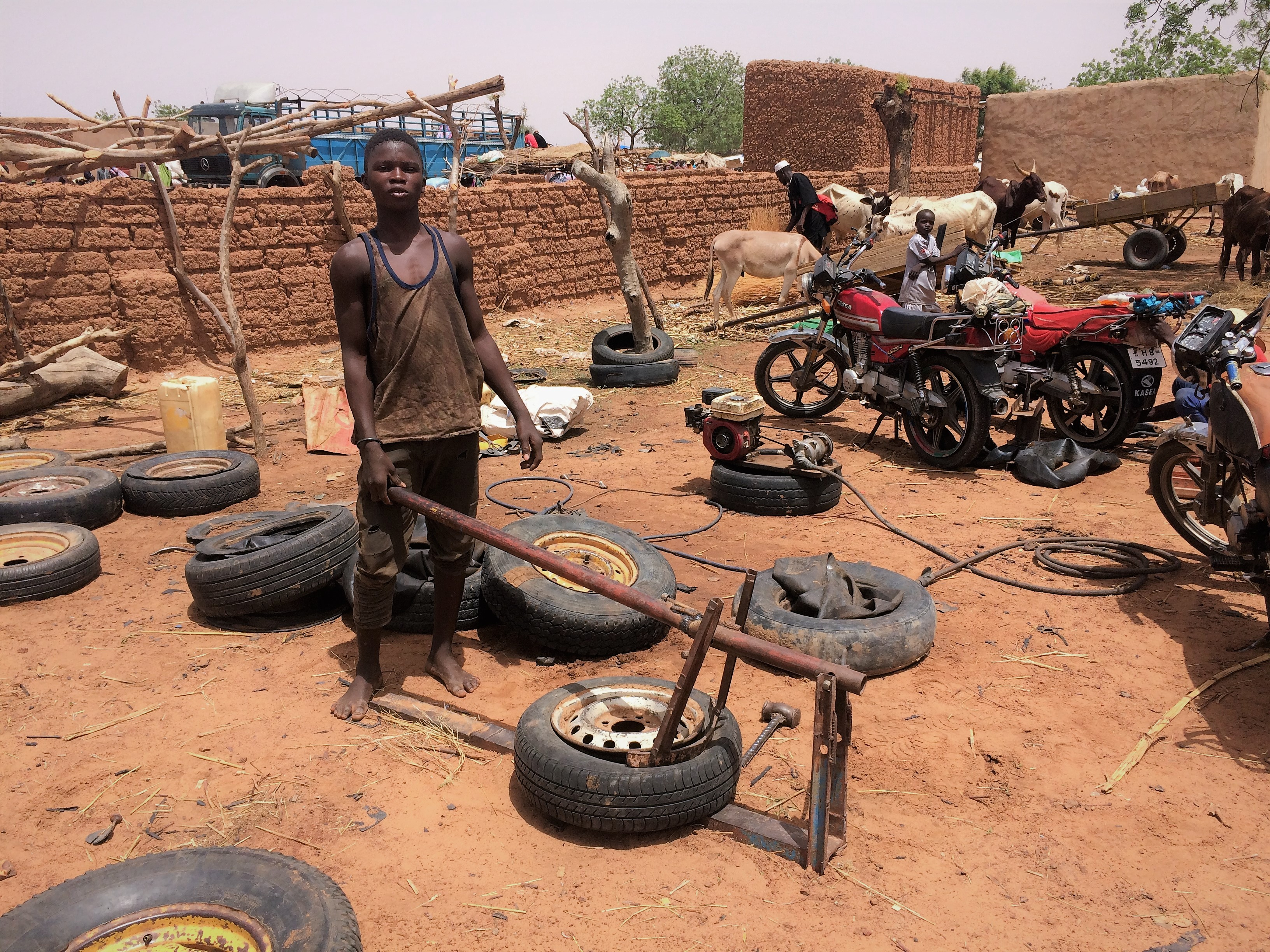
Atelier de réparation de pneus au Niger, en Afrique de l'Ouest

Une crevaison est une détérioration d'un pneumatique percé par un objet sur lequel il a roulé, ce qui provoque son dégonflement et le contact indirect de la jante avec le sol. Les pneus les plus fragiles, ceux des vélos, peuvent crever par simple passage sur les arêtes vives de la voirie et les graviers acérés.

## Réparation

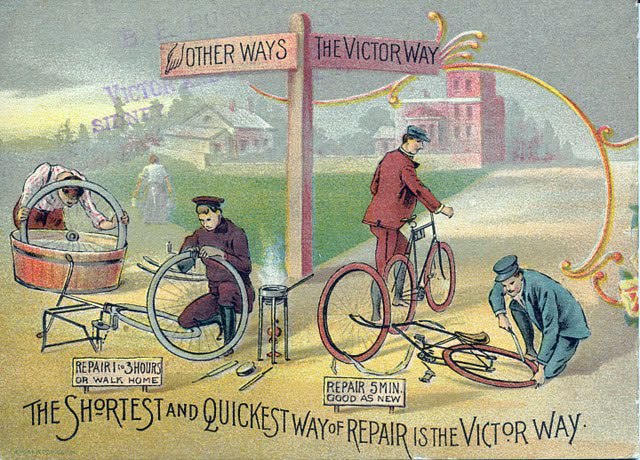
Publicité pour un procédé de réparation en 1894.

Les produits anti-crevaison présents sur le marché contiennent toutes sortes de substances, depuis les colles jusqu'aux systèmes de revulcanisation à froid contenant des fibres de caoutchouc. Les colles à base de latex détériorent le pneumatique définitivement ; leur utilisation permet au véhicule de pouvoir rejoindre un garage pour changer un pneumatique. La pression d'air contenue dans la bombe est son seul avantage, puisqu'elle permet de regonfler sans système de gonflage.
De nombreux produits utilisent des particules de caoutchouc dans certains mélanges. Beaucoup de produits utilisent encore des substances comme le toluène, un cancérigène notoire qui augmente la pression interne du pneumatique et s'évapore en altérant l'intégrité de celui-ci.
Le marché public s'accroche à un conditionnement flamboyant[réf. souhaitée] et à des informations sans fondement comme des obturations supérieures à un centimètre, alors que le produit, même avec des fibres, est injecté par la valve. Tout produit obturant une perforation supérieure à 0,5 cm ne peut être injecté que par le flanc, dans un garage par un installateur professionnel. 
Les crevaisons concernant des véhicules en stationnement font partie des actes de malveillance.